# Mlinjon
Mlinjon is een bestuurslaag in het regentschap Trenggalek van de provincie Oost-Java, Indonesië. Mlinjon telt 7205 inwoners (volkstelling 2010).